# Globo

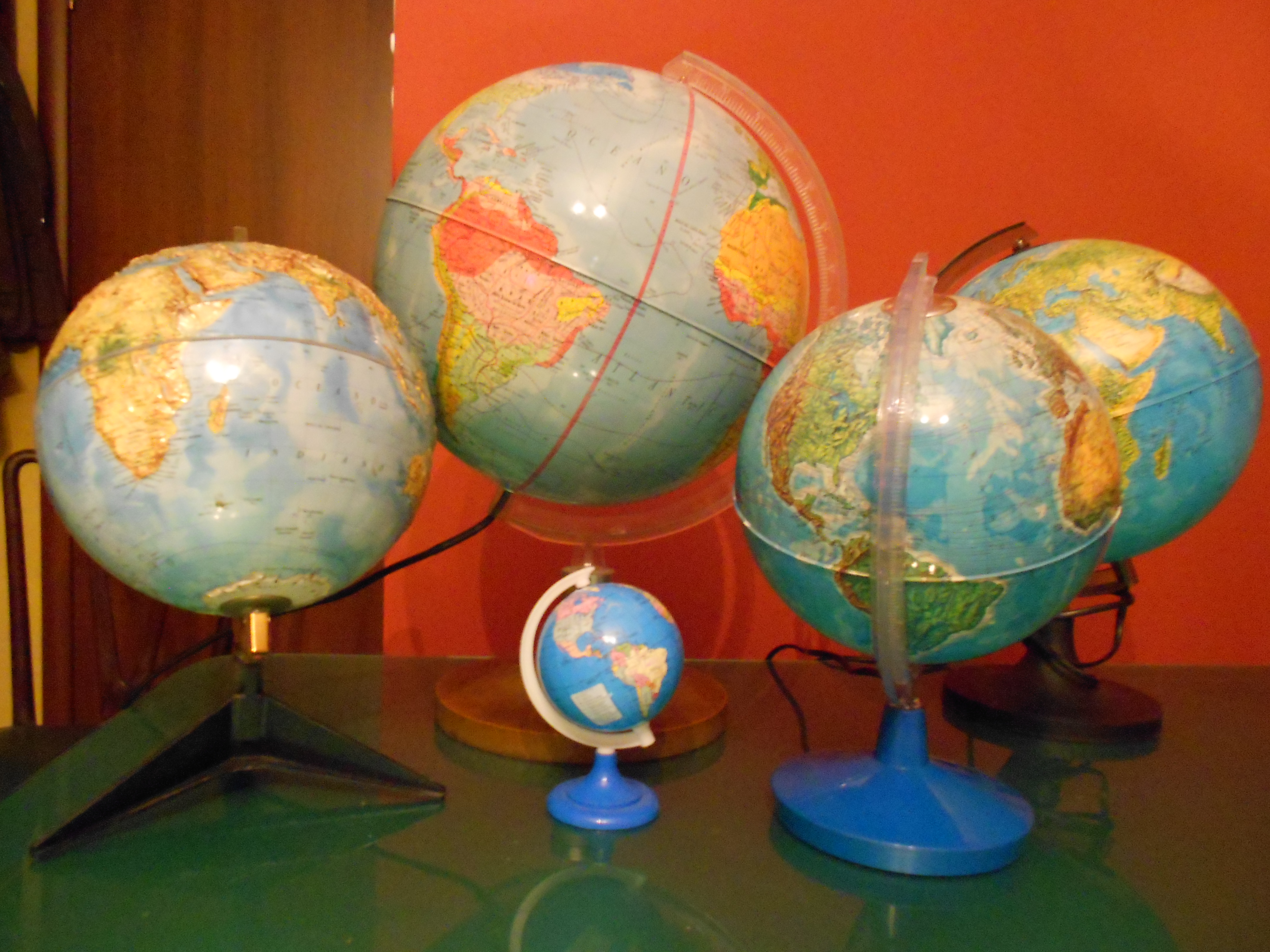
Alcuni globi di differenti dimensioni e tipi

Il globo è una riproduzione in scala, sufficientemente fedele, del pianeta Terra.
Il termine indica genericamente un oggetto sferico e, per antonomasia, la Terra stessa. Nonostante questa abbia forma ellissoidale, o, più propriamente, di geoide, il globo costituisce infatti una buona approssimazione.

## Descrizione

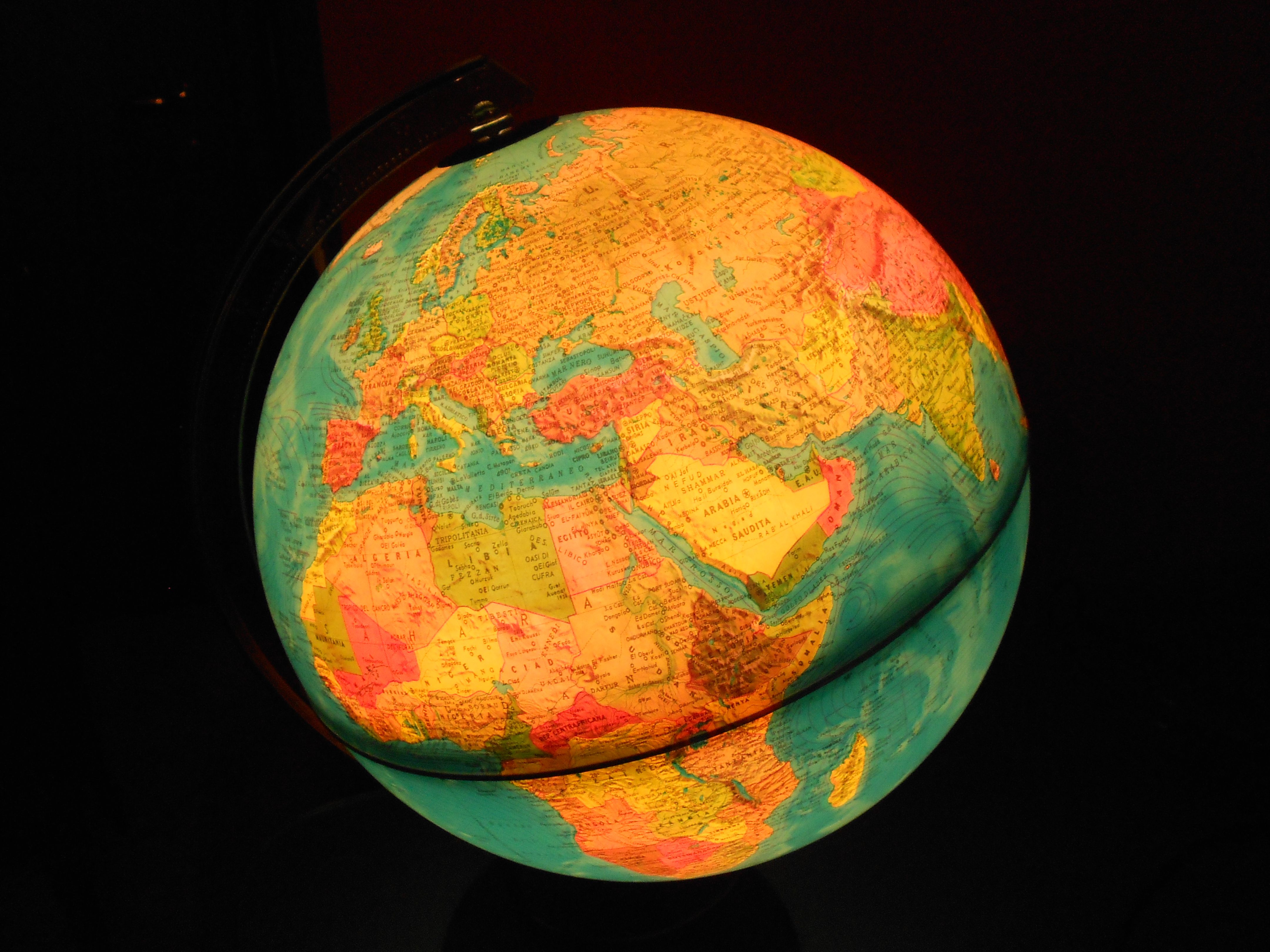
Un globo luminoso con raffigurazione dei confini politici tra gli stati

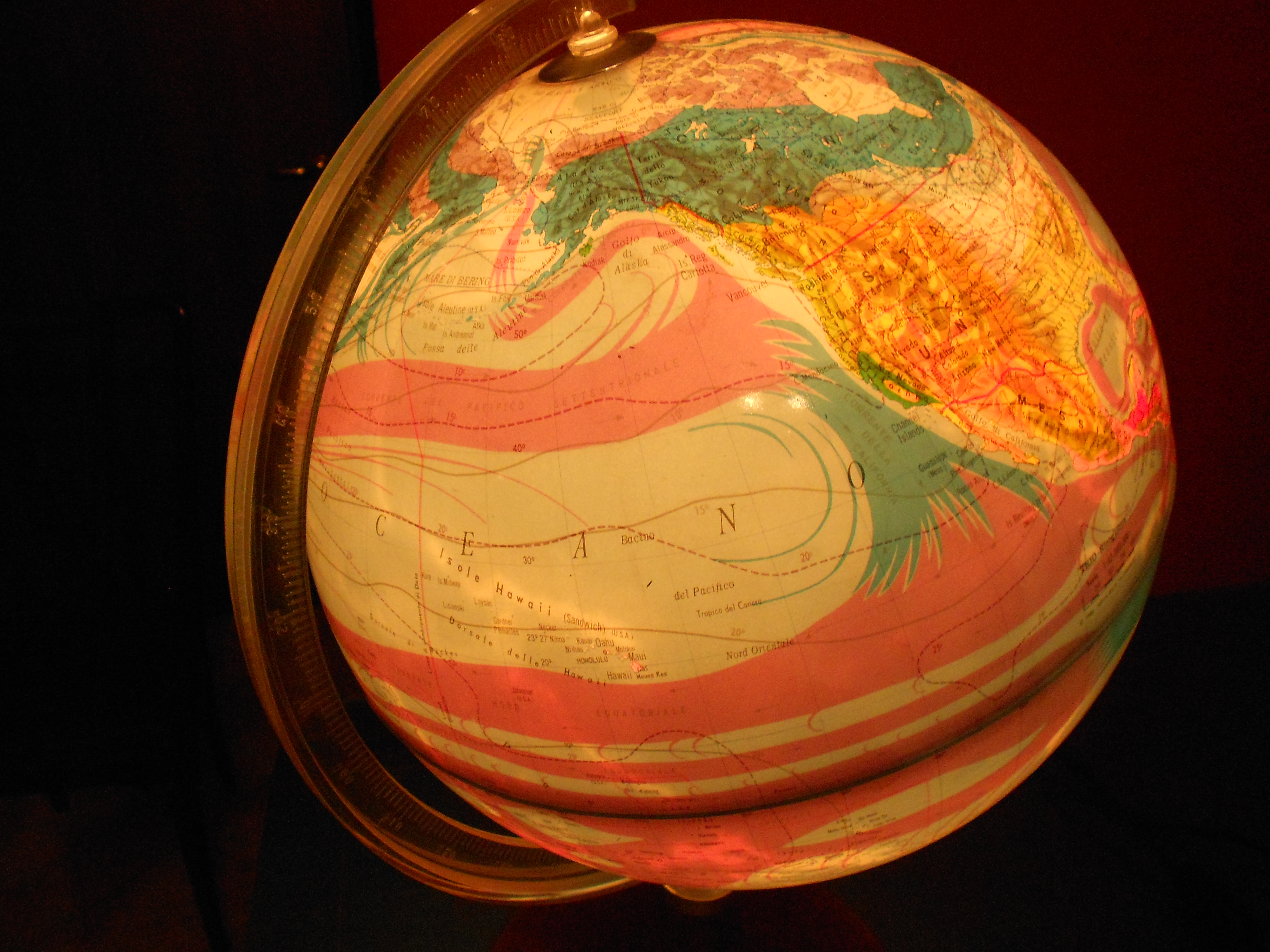
Globo luminoso

Un globo rappresenta una riproduzione in piccola scala di alcune caratteristiche della Terra: perciò, date le dimensioni, su di esso possono essere riportate solo le caratteristiche generali della superficie del pianeta, indicate con una grafica convenzionale.
Il prototipo, conosciuto come Globo terrestre di Norimberga, venne costruito tra il 1490 ed il 1492 dallo studioso tedesco Martin Behaim, che usò una scala 1:40 milioni (ancor oggi questa è la scala più comune nella costruzione di tale strumento). Anche Leonardo da Vinci costruì un globo, conosciuto oggi come Globo Da Vinci, citato per la prima volta dallo stesso artista nel 1504, durante il suo soggiorno a Firenze.
Esistono diversi tipi di globi, riportanti, secondo i casi, le caratteristiche fisiche del pianeta, in alcuni esemplari anche in rilievo, o i confini politici, o altre proprietà politico-economiche. Alcuni globi sono luminosi, per effetto di una lampada interna: l'accensione o spegnimento della lampada può rendere possibile la visualizzazione di caratteristiche diverse. I globi, solitamente in materiale plastico, sono generalmente montati su supporto che rende con buona approssimazione l'effettiva inclinazione dell'asse terrestre. L'uso dei globi è per lo più didattico, ma non mancano gli scopi ornamentali. Esistono anche globi antichizzati, che riportano le mappe della terra come si realizzavano in epoche precedenti.
Oltre ad essere poco maneggevoli, i globi non consentono di raffigurare la superficie terrestre con quella ricchezza di particolari che è necessaria negli studi geografici, per i quali sono più idonee le carte geografiche di scala più ampia.
Tuttavia il globo geografico rimane la rappresentazione più realistica della Terra.

## Curiosità
Il globo geografico rotante più grande del mondo, Eartha, si trova negli Stati Uniti a Yarmouth nel Maine. Situato entro un apposito edificio con tre pareti trasparenti, ha un diametro di 12,5 metri.